# لويس فيكتور دوبويس
لويس فيكتور دوبويس (بالفرنسية: Louis Victor Dubois)‏ هو سياسي فرنسي، ولد في 4 ديسمبر 1837 في درو (فرنسا) في فرنسا، وتوفي بنفس المكان في 12 نوفمبر 1914. انتخب نائب فرنسي عن دائرة Eure-et-Loir's 2nd constituency ‏ خلال فترته النيابية ‏ (8 مايو 1898 – 31 مايو 1902) وانتخب نائب فرنسي عن دائرة Eure-et-Loir's 2nd constituency ‏ خلال فترته النيابية ‏ (3 نوفمبر 1895 – 31 مايو 1898).